# 美洲柏木属
美洲柏木属（学名：Hesperocyparis）为柏科的一个属。

## 下属物种
本属包括以下物种：
- 墨西哥柏木 Hesperocyparis lusitanica (Mill.) Bartel